# Facets (Star Trek: Deep Space Nine)
"Facets" és el 25è i penúltim episodi de la tercera temporada de la sèrie de televisió de ciència-ficció estatunidenca Star Trek: Deep Space Nine, el 71è de tota la sèrie. Originalment es van emetre en redifusió a partir del 12 de juny de 1995. La història va ser escrita per René Echevarria, mentre que l'episodi va ser dirigit per Cliff Bole i la banda sonora va ser creada per Dennis McCarthy. L'episodi tenia una qualificació Nielsen de 5,9 punts quan es va emetre per primera vegada.
Ambientada al segle XXIV, la sèrie segueix les aventures a Espai Profund 9, una estació espacial situada prop d'un forat de cuc estable entre els Quadrants Alfa i Gamma de la Via Làctia, prop del planeta Bajor, mentre els bajorans es recuperen d'una brutal ocupació de dècades pels imperialistes cardassians. El Quadrant Gamma acull un imperi hostil conegut com el Domini, governat pels Fundadors que canvien de forma. Aquest episodi explora l'espècie trill, de la qual l'oficial del DS9 Jadzia Dax és membre: Jadzia i Dax són un amfitrió i simbiont, respectivament, amb el simbiont passant d'amfitrió a amfitrió a mesura que l'anterior mor. En aquest episodi, Jadzia Dax se sotmet a un ritual que la posa cara a cara amb els antics amfitrions de Dax, obligant-la a afrontar sentiments d'inferioritat com a amfitrió Dax. Mentrestant, el jove ferengi Nog fa una prova com a part de la seva sol·licitud a l'Acadèmia de la Flota Estel·lar, per a consternació del seu oncle Quark.

## Argument
Jadzia Dax se sotmet al seu Zhian'tara, el ritu de tancament de trill, en què té l'oportunitat de conèixer els set portadors anteriors de Dax transferint-se temporalment. els records de cadascuna del simbiont a les ments dels seus amics. El Comandant Sisko, la Major Kira, el Dr. Bashir, Odo, Quark, el cap O'Brien i Leeta han acceptat participar-hi.
Kira accepta Lela Dax, i Jadzia veu que ella és l'origen de molts dels trets de personalitat de Dax, que ella mateixa ara exhibeix. O'Brien es converteix en el tímid però amable Tobin Dax. Leeta rep la personalitat d'Emony Dax, una gimnasta alegre i talentosa. Quark està molest per haver d'assumir la personalitat de l'Audrid Dax femenina, que explica a Jadzia sobre la maternitat. Bashir és Torias Dax, un pilot aventurer. Sisko està retingut en una cel·la per rebre la personalitat de Joran Dax, un assassí violent. Quan Jadzia ve a trobar-se amb ell, ell l'enganya perquè redueixi el camp de força entre ells i intenta estrangular-la. Després d'una breu lluita, Sisko recupera el control del seu cos.
Jadzia expressa ansietat per conèixer el proper amfitrió Dax, Curzon. Curzon Dax va entrenar Jadzia quan ella sol·licitava rebre un simbiont i va recomanar que no fos aprovada per unir-s'hi. Més tard va tornar a sol·licitar i va ser acceptada, però tot i tenir el simbiont Dax dins seu, no coneix les motivacions de Curzon per suspendre-la.
Odo, un canviador de forma, accepta Curzon Dax, remodelant-li la cara perquè s'assembli a Curzon. Ell evadeix les seves preguntes i declara que té la intenció de quedar-se dins d'Odo, deixant l'autoestima de Jadzia feta miques. Sisko s'ofereix a parlar amb Curzon, que va ser el seu mentor i amic fa molts anys, però Jadzia decideix enfrontar-se al Vell ella mateixa. Quan ella exigeix escoltar la història de Curzon, finalment admet que va suspendre Jadzia perquè estava enamorat d'ella. Quan Jadzia tranquil·litza a Curzon que sempre formarà part d'ella, ell queda satisfet i abandona el cos d'Odo.
També en aquest episodi, Nog fa l'examen que li permetrà més tard fer l'examen d'entrada a l'Acadèmia de la Flota Estel·lar. Es desanima quan s'assabenta que ha suspès, però el seu pare Rom descobreix que Quark va manipular l'examen perquè Nog suspengués. Furiós, Rom s'enfronta a Quark per interferir en la decisió de Nog d'entrar a la Flota Estel·lar i amenaça de destruir el bar de Quark si continua interferint. Sisko permet que Nog torni a fer l'examen, i aquesta vegada l’aprova.

## Actors convidats
- Max Grodénchik - Rom
- Aron Eisenberg - Nog
- Chase Masterson - Leeta
- Jefrey Alan Chandler - Guardià

## Recepció
El 2018, SyFy va incloure aquest episodi a la seva guia de marató de sèries Jadzia Dax.
El 2019, Tor.com va assenyalar això com un episodi "essencial" per al personatge d'Odo, comentant que, tot i que no tracta realment d'Odo per se, permetia demostrar les habilitats de l'actor, ja que ha de mostrar diferents records del simbiont Dax. Aquest episodi es caracteritza per centrar-se en la història del personatge Jadzia Dax, demostrant antigues personalitats del simbiont Dax com les que mostra Odo.
Max Grodenchick, que interpreta Rom, va dir que la seva línia de diàleg preferida de la sèrie era d'aquest episodi, on s'enfronta a Quark i amenaça de cremar el seu bar fins als fonaments si mai torna a fer mal a Nog.

## Llançaments
Aquest episodi es va publicar el 2 d'octubre de 1998 al Japó com a part del conjunt de mitja temporada LaserDisc 3a temporada vol.2. l format incloïa pistes d'àudio en anglès i japonès, així com subtítols en japonès.
L'episodi es va publicar el 3 de juny de 2003 a Amèrica del Nord com a part del conjunt de DVD de la temporada 3.

## Extern enllaços
- "Facets" a Memory Alpha
- "Facets" a Wayback Machine (arxivat de l'original a StarTrek.com)